# Leptorchestes algerinus
Leptorchestes algerinus is een spinnensoort in de taxonomische indeling van de springspinnen (Salticidae).
Het dier behoort tot het geslacht Leptorchestes. De wetenschappelijke naam van de soort werd voor het eerst geldig gepubliceerd in 2001 door Wanda Wesołowska & Szeremeta.